# Āl
La parola Āl (in arabo آل‎?) significa "famiglia".
"Āl" era originariamente una struttura parentale che si poneva a metà via tra ahl (o ʿāʾila) e tribù (ḥayy o qabīla). Un suo sinonimo è il termine ʿashīra.
Non costituisce un sinonimo di Ahl, dal momento che questo termine si riferisce spesso a un insieme di persone, non necessariamente parenti o affini, che si riconoscono però come accomunati da un identico progetto ideale o giuridico (ad esempio l'Ahl al-Kitab o l'Ahl al-Bayt), laddove "Āl" raduna esclusivamente persone che siano tra loro imparentate per via agnatizia.
Col tempo "Āl" ha identificato per lo più le dinastie familiari islamiche (e.g. Āl Saʿūd, Āl Ṣabāḥ, Āl Rashīd, Āl bū Saʿīd).